# DAV-Haus Spitzingsee
Das DAV-Haus Spitzingsee ist eine Schutzhütte der Sektion München des Deutschen Alpenvereins (DAV). Sie liegt im Landkreis Miesbach in Deutschland und ist eine für jedermann zugängliche Alpenvereinshütte.

## Geschichte
Das heute von der Sektion München des Deutschen Alpenvereins betriebene Haus war bis vor gut zehn Jahren, der Pachtvertrag für das Haus lief im Frühjahr 2010 aus, vor allem ein Ziel für Kinder und Jugendliche aus Frankfurt. Die Mainmetropole hatte das Haus gepachtet, allerdings war dem Stadtrat das Defizit von rund 300.000 Euro zu hoch, sie beendete das Engagement. Gute zehn Jahre lang war der Deutsche Alpenverein Pächter, vor wenigen Jahren kaufte er das Gebäude vom Eigentümer. Die Sektion möchte das Gebäude im Jahr 2023 umfangreich sanieren, das Dach anheben und soweit es geht energieautark und CO2-neutral machen. So sollen laut Beschlussvorlagen 15 neue Zimmer mit eigenen Duschen entstehen. Weitere Änderungen auf dem Gelände sind ein Hackschnitzelbunker, eine neue Zufahrt im Osten, Lagerräume und eine Terrassenerweiterung. Nur das Thema Stellplätze muss noch geklärt werden, das Haus wurde ehedem als Jugendherberge genehmigt, und bei einer solchen sind weniger Parkplätze nötig.[veraltet]

## Lage
Das DAV-Haus Spitzingsee liegt auf einer Höhe von 1124 m ü. NHN im Landkreis Miesbach bei dem Ort Spitzingsee.

## Zugänge
Direkt am Haus sind nur Kurzzeit-Parkplätze zum Be- und Entladen vorhanden. Die Parkplätze am Spitzingsattel und an der Taubensteinbahn sind gebührenpflichtig!

## Nachbarhütten
- Albert-Link-Hütte, bewirtschaftete Hütte (1053 m)
- Jägerbauernalm Alpe (1541 m)
- Schönfeldhütte, bewirtschaftete Hütte (1410 m)
- Blecksteinhaus, bewirtschaftete Hütte (1022 m)
- Benzingalm, Alpe (1345 m)
- Taubensteinhaus, bewirtschaftete Hütte (1567 m)
- Bodenschneidhaus, bewirtschaftete Hütte (1365 m)[3]

## Tourenmöglichkeiten
- vom Spitzingsee zum Bodenschneid, 11,1 km, Gehzeit 4 Std.
- Bodenschneid, 10,6 km, Gehzeit 5,5 Std.
- Stolzenberg, 11 km, Gehzeit 4 Std.
- Taubensteinrunde, 15,5 km, Gehzeit 15,5 Std.[4]

## Gipfel
- Vom Spitzingsee zum Jägerkamp, Aiplspitz und zum Taubenstein, 13,5 km, Dauer 5,5 Std.
- Vom Spitzingsee zum Brecherspitz und zur Bodenschneid, 16 km, Dauer 6,5 Std.
- Stolzenberg, 11 km, Dauer 4 Std.
- Brecherspitz und Bodenschneid, 15,6 km, Dauer 6,5 Std.[5]

## Skitouren
- Das Skigebiet zählt zu den beliebtesten in Bayern. Ski- oder Schneeschuhtouren auf das Jägerkamp, die Rotwand oder den Stolzenberg werden eifrig begangen.[6]

## Karten
- Alpenvereinskarte BY 15 "Mangfallgebirge Mitte – Spitzingsee, Rotwand", mit Wegmarkierung und Skirouten 1:25.000 ISBN 978-3937530925
- Alpenvereinskarte 7/1 "Tegernsee, Schliersee – Mangfallgebirge", mit Wegmarkierung und Skitouren 1:25.000 ISBN 9783937530000
- Rother-Wanderführer "Tegernseer und Schlierseer Berge" ISBN 978-3763342587